# Atomium
Atomium er en bygning i Heysel ved Bruxelles i Belgien. Den 102 meter høje stålkonstruktion blev bygget som blikfang for Verdensudstillingen i 1958. Konstruktionen forestiller en forstørret jernkrystal med ni atomer.
Atomium skulle efter planen rives ned efter verdensudstillingen, men den viste sig hurtigt som en turistmagnet, der trækker mange besøgende til området, hvor også en anden seværdighed, Mini-Europa, er placeret. Der er adgang til Atomiums indre, og fra den øverste kugle er der en fin udsigt. 
Atomium blev gennemgribende renoveret mellem 2004 og januar 2006. Bygningen blev genåbnet for publikum 18. februar 2006.

## Andet
Den danske virksomhed Rockwool var involveret i renoveringen af Atomium. Til erindring herom pryder Atomium forsiden på selskabets årsrapport for 2005.